# 林森成
林森成（1942年12月7日－），香港前區議員，社民連成員、香港市民支援愛國民主運動聯合會第十五屆常委。林森成曾任觀塘區議會坪石選區的民選議員（1994年－1999年），並曾加入前綫、民主黨。

## 簡歷

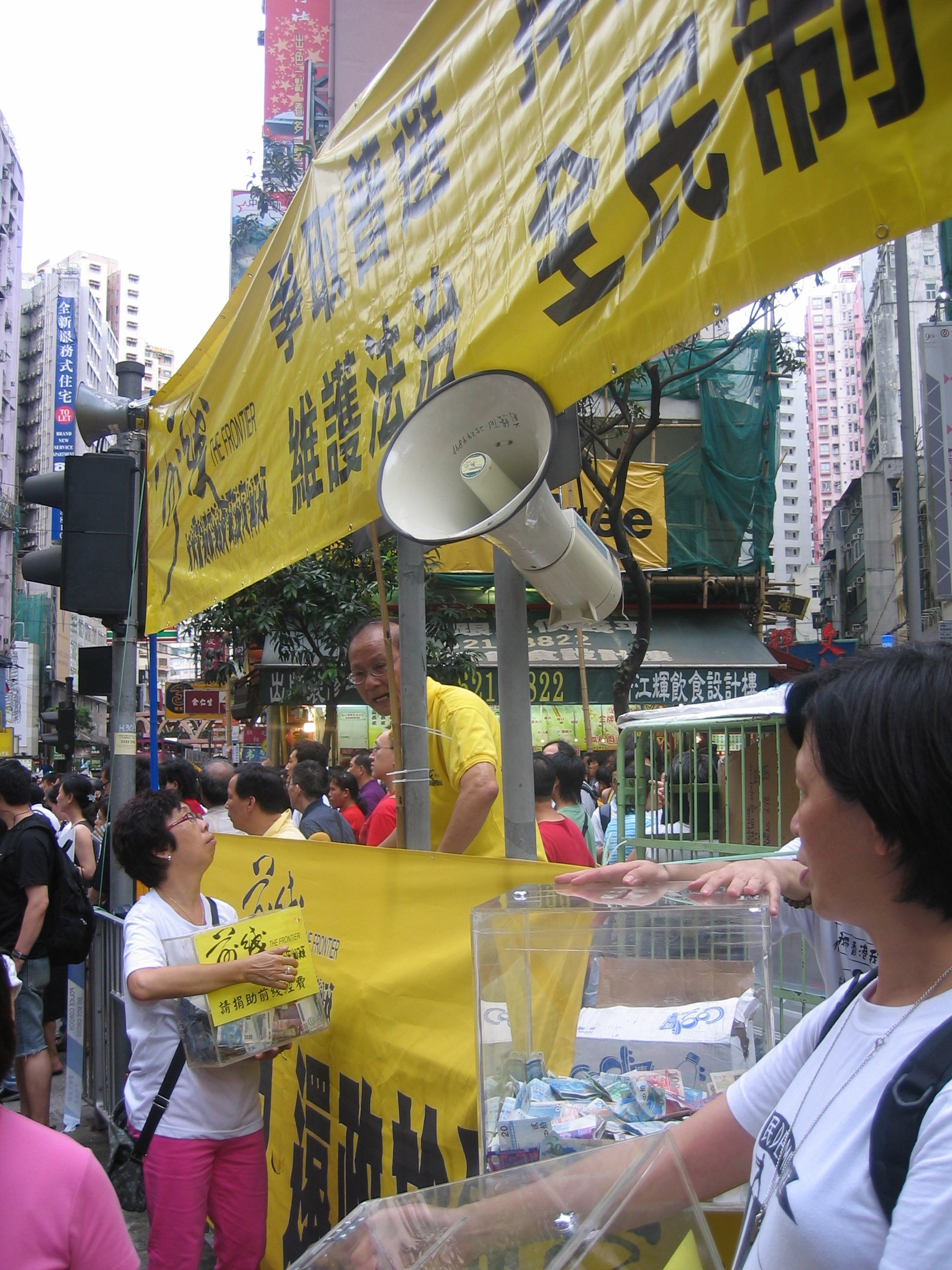
2007年七一。前綫街站，成員林森城。

林森成出身貧窮，畢業於德明中學。後來林森成學習電機工程，在大型船上當上「大電」（一級電工），到過幾十個國家工作，育有一子一女。林森成本身家居在觀塘坪石邨，是所謂的街坊保長，為抱打不平的性格，促使他漸漸走上地方政治的道路。
林森成因八九民運參與義工活動而投身民主愛國社會運動，隨之亦加入支聯會。在1994年香港區議會選舉中，代表民主黨參選觀塘區議會坪石選區（J05選區）直選，順利當選。1999年，民建聯立法會議員陳鑑林（由選舉委員會選出），意欲在2000年香港立法會選舉中，改循九龍東地方選區直選，並意圖在觀塘區建立橋頭堡，遂在坪石選區挑戰連任的林森成。林森成結果以48票飲恨。
雖然林森成參政時已年過五十，但因為政治取向激進，而且與民主黨少壯派主力陶君行、黃仲棋等為伍，故此被劃歸為少壯派。他更是少壯派人士加入前綫的第一人，後來更成為執行委員。
2003年香港區議會選舉中，林森成改掛前綫戰袍再戰陳鑑林，並乘七一效應，以「不要保皇黨」為口號，聲勢浩大，競爭激烈。在選舉開票後，因為廢票數目過多，故此林森成多次要求重新點票，而《蘋果日報》更拍下陳鑑林曾接觸選票。最終林森成以24票再度飲恨。
林森成在區議會選舉落選後，一直是前立法會議員司徒華在坪石邨辦事處的幹事，但司徒華在2004年香港立法會選舉前決定退休，而與林森成同為前綫成員的陶君行，則與名嘴鄭經翰合組名單參選，故此林曾多次積極爭取鄭經翰在勝選後於坪石邨內開設辦公室，使林森成繼續服務坪石地區，以圖下屆再戰陳鑑林。惟鄭經翰最終選擇在橫頭磡邨開設辦公室，亦種下林森成與陶君行決裂的原因。
2007年香港區議會選舉，民建聯派出具有博士學歷的陳百里代替陳鑑林出戰坪石選區，泛民本欲以林森成妻子李少玲參選，後經協調下改以公民黨梁家傑的議員助理、前香港專上學生聯會常委會主席，時年24歲的余冠威出戰，而本屆不再參選的林森成，則表態支持余冠威，並陪同余冠威登記參選。選舉結果，陳百里當選，以2647票打敗余冠威的1386票，劉永達的114票，張偉鴻的60票。
2008年11月23日，前綫通過與民主黨合併，林森成隨後重返民主黨。
2010年, 林森成因在五區公投的立場上再度與民主黨產生極大分歧, 在范國威宣佈退出民主黨之翌日，林森成再一次退出民主黨，以為反對民主黨支持2012年政改方案而明志。
及後，林森成遂加入社民連，並重遇同為成員的陶君行。2011年1月15日，林森成當選社民連九龍東支部行政委員。林森成同時為社民連第四屆評議員成員。
2011年5月，社民連成員在旺角行人專用區組織「全城撐塗鴉、聲援艾未未」活動，成員以粉筆在西洋菜街地上寫上「釋放艾未未」、「誰怕艾未未？」等字句。警方以可能違反簡易治罪條例將林森成和「阿牛」曾健成拘捕。警方後來又指有人「刑事毀壞」西洋菜街。
然而，在2011年香港區議會選舉中，林森成代表社民連以68歲之齡再次出山與民建聯成員在坪石選區對屹，卻以僅以817票大敗給接替陳鑑林之陳百里，對方獲得2,759票。

## 家庭
林森成的太太李少玲，原為前綫的積極義工，後來更成為執委。夫婦二人曾同為執委，成為政壇一時佳話。自前綫合併到民主黨後，現仍留在黨內，未有隨丈夫與女兒林慧思轉投社民連。
林森成的女兒林慧思是資深小學教師，2013年時40歲，有19年（截至2013年暑假）教學經驗。目前任職於寶血會培靈學校，與學校校長及同校另外其他三位教師曾榮獲2010至2011年度行政長官卓越教學獎。2013年暑假，林老師在旺角行人專用區因為親北京組織青關會在法輪功在當地擺放的攤位處，青關會和法輪功雙方爭執，林慧思進入警方拉起的警戒線內，而後被警察勸離警戒線外時與警員發生口角，https://www.youtube.com/watch?v=L119cB_PcBo （页面存档备份，存于） 片段中，林慧思使用「what the fuck」、「八婆」、「八公」、「賤人」等詞語對警員進行口頭侮辱.